# (35001) 1978 VN4
(35001) 1978 VN4 es un asteroide perteneciente al cinturón de asteroides, descubierto el 7 de noviembre de 1978 por Eleanor F. Helin y el también astrónomo Schelte John Bus desde el Observatorio del Monte Palomar, Estados Unidos.

## Designación y nombre
Designado provisionalmente como 1978 VN4.

## Características orbitales
1978 VN4 está situado a una distancia media del Sol de 2,420 ua, pudiendo alejarse hasta 2,885 ua y acercarse hasta 1,955 ua. Su excentricidad es 0,192 y la inclinación orbital 2,124 grados. Emplea 1375,42 días en completar una órbita alrededor del Sol.

## Características físicas
La magnitud absoluta de 1978 VN4 es 15,8. 